# ميخائيل بورتر
ميخائيل بورتر (21 أبريل 1995 في المملكة المتحدة - ) (بالإنجليزية: Michael Porter)‏ هو لاعب كريكت بريطاني. لعب مع نادي مقاطعة هامبشاير للكريكت ‏ وDorset County Cricket Club ‏.

## وصلات خارجية
- ميخائيل بورتر على موقع إي آس بي آن كريك إنفو (الإنجليزية)